# Cantonul Montlouis-sur-Loire
Cantonul Montlouis-sur-Loire este un canton din arondismentul Tours, departamentul Indre-et-Loire, regiunea Centru, Franța.

## Comune
- Larçay
- Montlouis-sur-Loire (reședință)
- Véretz
- La Ville-aux-Dames